# Rob Delaney (acteur)
Rob Delaney, né le 19 janvier 1977 à Boston, dans le Massachusetts, est un humoriste, acteur, scénariste et activiste américain.

## Filmographie

### Cinéma
- 2007 : Nature of the Beast : Darryl
- 2007 : Wild Girls Gone
- 2009 : National Theatre Live: All's Well That Ends Well
- 2010 : Ma Men : Don Draper
- 2010 : Ma Men 2 : Don Draper
- 2012 : Mormons for President
- 2013 : F**k the Parents
- 2014 : Life After Beth de Jeff Baena : le présentateur du journal
- 2018 : Deadpool 2 de David Leitch : Peter
- 2019 : Le Coup du siècle de Chris Addison : Todd
- 2019 : Fast and Furious: Hobbs and Shaw de David Leitch : Agent Loeb
- 2019 : Last Christmas de Paul Feig : le directeur du théâtre
- 2019 : Scandale de Jay Roach : Gil Norman
- 2021 : Tom et Jerry de Tim Story : M. Dubros
- 2021 : Un homme en colère de Guy Ritchie : le patron du Blake Halls
- 2021 : Ron débloque de Sarah Smith et Jean-Philippe Vine : Andrew (voix)
- 2021 : The Good House de Maya Forbes et Wallace Wolodarsky : Peter Newbold
- 2021 : Maman, j'ai raté l'avion ! (ça recommence) (Home Sweet Home Alone) de Dan Mazer : Jeff
- 2022 : Mission impossible 7 de Christopher McQuarrie
- 2022 : La Bulle (The Bubble) de Judd Apatow
- 2022 : La Probabilité statistique de l'amour au premier regard de Vanessa Caswill (en)
- 2022 : L'École du bien et du mal (The School for Good and Evil) de Paul Feig
- 2024 : Argylle de Matthew Vaughn
- 2024 : Deadpool et Wolverine de Shawn Levy : Peter Wisdom

### Télévision
- 2004 : Sweetwater Tides : Donald Simonsen
- 2009 : Coma, Period. : Dan Humford (10 épisodes)
- 2012 : Key & Peele : plusieurs personnages (3 épisodes)
- 2013 : Cougar Town : le guide (1 épisode)
- 2013 : Burning Love : Kirk (3 épisodes)
- 2014 : The Michael J. Fox Show : Clete Matthews (1 épisode)
- 2015-2019 : Catastrophe : Rob Norris (24 épisodes)
- 2018 : Bitz and Bob : Bevel (41 épisodes)
- 2018 : Trust : Lansing (1 épisode)
- 2018 : Danger Mouse, agent très spécial : Night Knight (1 épisode)
- 2021 : Birdgirl : Brian (6 épisodes)
- 2021 : The Great North : Brian Tobin (2 épisodes)
- 2021 : Fairfax : Grant (3 épisodes)
- 2022 : The Power : Tom (10 épisodes)
- 2024 : Bad Monkey : Christopher
- 2025 : Dying for Sex : le voisin

## Voix francophones
En version française, Emmanuel Curtil est la voix la plus régulière de l'acteur, le doublant dans Un homme en colère, La Bulle, The Power ou encore Mission : Impossible - Dead Reckoning. En parallèle, Guillaume Bourboulon double l'acteur à trois reprises, dans Deadpool 2, sa suite et Argylle, de même pour Sébastien Desjours, à deux occasions, dans les séries Bad Monkey et Dying for Sex.
À titre exceptionnel, il est doublé par Yann Guillemot dans Cougar Town, Jean-François Cros dans Burning Love (en),  Patrick Osmond dans Fast and Furious: Hobbs and Shaw, Laurent Maurel dans Scandale, Raphaël Anciaux dans Tom et Jerry et Bruno Magne dans La Probabilité statistique de l'amour au premier regard.